# Ricardo Jorge Pires Gomes
Ricardo Gomes (Praia, 18 de diciembre de 1991) es un futbolista caboverdiano. Juega de delantero y su equipo es el Al-Khor S. C. de la Liga de fútbol de Catar.

## Selección nacional
Ha sido internacional con la selección de fútbol de Cabo Verde en 14 ocasiones y ha anotado 4 goles. 

## Clubes
| Club                            | País                   | Año       |
| ------------------------------- | ---------------------- | --------- |
| F. C. Vizela                    | Portugal               | 2011-2013 |
| Vitória S. C.                   | Portugal               | 2013-2015 |
| C. D. Nacional                  | Portugal               | 2016-2018 |
| Partizán de Belgrado            | Serbia                 | 2018-2019 |
| Sharjah F. C.                   | Emiratos Árabes Unidos | 2019-2020 |
| Al-Ittihad Kalba S. C. (cedido) | Emiratos Árabes Unidos | 2020      |
| BB Erzurumspor                  | Turquía                | 2020-2021 |
| Partizán de Belgrado            | Serbia                 | 2021-2023 |
| Al-Shamal S. C.                 | Catar                  | 2023-2024 |
| Al-Wakrah S. C.                 | Catar                  | 2024-2025 |
| Al-Khor S. C. (cedido)          | Catar                  | 2025      |
| Al-Khor S. C.                   | Catar                  | 2025-     |

## Palmarés

### Campeonatos nacionales
| Título                       | Club                 | País     | Año     |
| ---------------------------- | -------------------- | -------- | ------- |
| Segunda División de Portugal | C. D. Nacional       | Portugal | 2017-18 |
| Copa de Serbia               | Partizán de Belgrado | Serbia   | 2018-19 |